# Blythedale
Blythedale é uma vila localizada no estado americano de Missouri, no Condado de Harrison.

## Demografia
Segundo o censo americano de 2000, a sua população era de 233 habitantes. 
Em 2006, foi estimada uma população de 236, um aumento de 3 (1.3%).

## Geografia
De acordo com o United States Census Bureau tem uma área de 
0,8 km², dos quais 0,8 km² cobertos por terra e 0,0 km² cobertos por água.

## Localidades na vizinhança
O diagrama seguinte representa as localidades num raio de 20 km ao redor de Blythedale. 